# João Anselmo de Almeida Soares
João Anselmo de Almeida Soares foi um administrador colonial português que exerceu o cargo de Governador no antigo território português subordinado à Índia Portuguesa de Timor-Leste entre 1782 e 1785, tendo sido antecedido por Lourenço de Brito Correia e sucedido por João Baptista Vieira Godinho.